# Бошко Каралић
Бошко Каралић (Бистрица, код Приједора, 10. јануар 1919 — Бања Лука, 30. новембар 1987) био је учесник Народноослободилачке борбе, потпуковник ЈНА и народни херој Југославије.

## Биографија
Рођен 10. јануара 1919. године у Бистрици, код Приједора. Потиче из сиромашне породице, која му није могла омогућити ни основно школовање, већ је у деветој години почео са родитељима да ради на пољопривредним пословима. Све до 1940. године, када је позван на одслужење војног рока, радио је као надничар код имућнијих сељака.
Војску је служио у пешадијском пуку у Сињу, а почетком 1941. године је прекомандован у Словенију на југословенско-италијанску границу, где га је затекао почетак Априлског рата, 6. априла 1941. године. После капитулације Југословенске краљевске војске, с још неколико другова кренуо је кући у Босанску крајину. На том путу су их ухапсиле усташе и спровеле у логор Керестинец, у близини Загреба. После два месеца боравка у логору, успео је да побегне и дође у родно место.

### Народноослободилачка борба
Јула 1941. године, када је избио оружани устанак на Козари, заједно са својим млађим братом је ступио у партизанску чету под командом Милорада Мијатовића. Пошто је скоро половина бораца ове чете била ненаоружана, прве акције су биле диверзантског типа — рушење пруге и кидање комуникација, као и напади на мање посаде војника приликом којих је заробљавано оружје и муниција. Прве веће акције су биле напад на непријатељску посаду на прузи између Ивањске и Пискавице. Најпре као бомбаш, а касније и као пушкомитраљезац, истицао се својим јунаштвом, посебно у борбама у Петровом Гају, Козарцу и Гугоновој главици и др.
Када је 21. маја 1942. године формирана Прва крајишка ударна бригада, Бошко је постао њен борац и с бригадом учествовао у свим борбама, све до краја рата. Као пушкомитраљезац, учествовао је у многим борбама — на Бранковцу и Пискавици, затим код Добрљина, Кључа и Санице. Посебно се истакао током офанзиве на Козару, јуна 1942. године, када је у борби на Пискавици, с још четири борца, уништио усташки бункер и заробио три пушкомитраљеза. Током лета и јесени 1942. године, истакао се у борбама на Купресу, Мркоњић Граду, Јајцу и др. За своје заслуге до дотадашњој борби, октобра 1942. године је примљен у чланство Комунистичке партије Југославије (КПЈ) и постављен за десетара.
Током Бихаћке операције, новембра 1942. године, у борби код Босанског Новог заробио је 30 усташа и домобрана, а код Приједора убио 25 немачких војника. Током 1943. године, истакао се у борбама бригаде у источној Босни и у борбама код Какња, Фојнице и Подлуговима. Августа 1943. учествовао је у нападу на аеродром у Рајловцу, код Сарајева, када су уништена 34 непријатељска авиона. Посебно се истакао у борби приликом преласка пруге Кремна–Биоска, у близини Ужица, када је као командир чете, најпре учествовао у гурању заробљених немачких тенкова на највиши брег, а потом у уништењу непријатељских бункера. Често је непријатељу „враћао“ већ бачене бомбе, а у току борби приликом стварања мостобрана код Бајине Баште, једна „враћена бомба“ му је експлодирала у руци. Тада је био теже рањен, али је одбио да напусти јединицу и оде на лечење. У борби с четницима на Копаонику, сам је заробио групу од 12 четника. У завршним операцијама за ослобођење Југославије, унапређен је у команданта дивизиона Прве коњичке бригаде, која је заједно са јединицама Шесте личке пролетерске дивизије „Никола Тесла“, учествовала у пробоју Сремског фронта, априла 1945. године. Потом је био заменик команданта бригаде у време жестоких борби код Сотина, Товарника, Мале Вашице и Шида.

### Послератни период
После ослобођења Југославије, остао је у професионалној војној служби и обављао разне дужности у Југословенској народној армији (ЈНА). Услед нарушеног здравља пензионисан је 1955. у чину потпуковника ЈНА.
Преминуо је 30. новембра 1987. у Бањој Луци, где је и сахрањен на Новом гробљу.
Носилац је Партизанске споменице 1941. и других југословенских одликовања, међу којима су — Орден братства и јединства првог реда, Орден партизанске звезде другог реда, Орден заслуга за народ другог реда и Орден за храброст. Одлуком Председништва Антифашистичког већа народног ослобођења Југославије (АВНОЈ), 25. септембра 1944, међу првим борцима НОВ и ПОЈ, одликован је Орденом народног хероја и добио звање народног хероја Југославије.
Од иностраних одликовања, истичу се Партизански крст НР Пољске, за учешће у спасавању 120 Пољака, и Медаља отачаствене војне 1944/45. НР Бугарске.
Подигнуте су му две спомен-бисте, једна у родној Бистрици, а друга на Тргу палих бораца у Бањој Луци, поред Споменика палим борцима.